# Pseudophilotes rubrijuncta
Pseudophilotes rubrijuncta är en fjärilsart som beskrevs av Courvoisier 1913. Pseudophilotes rubrijuncta ingår i släktet Pseudophilotes och familjen juvelvingar. Inga underarter finns listade.